# Томас Клинг
Томас Клинг (на немски: Thomas Kling) е германски поет. Член на ПЕН клуба на ФРГ и на Немската академия за език и литература в Дармщат.

## Биография
Томас Клинг е роден в Бинген ам Рейн, но израства в град Хилден и постъпва в хуманитарна гимназия в Дюселдорф. Следва германистика, история и история на изкуството в Кьолн, Дюселдорф и Виена. Дълго време пребивава във Финландия.
След 1983 г. Клинг – първо във Виена, а после в Рейнланд – представя стихотворенията си на литературни четения, които често имат характера на пърформанси  и е съпровождан от джаз-перкусиониста Франк Кьолгес.
До смъртта си през 2005 г. от рак на белия дроб Томас Клинг живее с жена си, художничката Уте Ланганки, в бившата ракетна база на НАТО „Хомбройх“ край Нойс.

## Творчество
Според литературната критика Томас Клинг е „безспорно най-значителният поет на своето поколение“. Той е повлиян от поети като Майрьокер, Яндл и Целан, както и от Виенската група около Артман и Байер. Смятат го за създател на нов стил в немскоезичната поезия след 1990 г.

## Награди и отличия
- 1986: Förderpreis für Literatur der Landeshauptstadt Düsseldorf
- 1986: 1. Preis beim Nordrhein-Westfälischen Dichtertreffen in Düsseldorf
- 1989: „Поощрителна награда на провинция Северен Рейн-Вестфалия за литература“
- 1990: Rolf-Dieter-Brinkmann-Stipendium der Stadt Köln
- 1991: Förderpreis des Kulturkreis der deutschen Wirtschaft
- 1994: Else-Lasker-Schüler-Preis für Lyrik
- 1997: „Награда Петер Хухел“
- 1999: „Награда на немската критика“
- 2001: „Награда Ернст Яндл за поезия“
- 2005: „Дюселдорфска литературна награда“